# Robert Craigie
Sir Robert Craigie (6. prosince 1883 – 16. května 1959) byl mezi lety 1937–41 britský vyslanec v Japonsku, který dne 22. července 1939 společně s japonským ministrem zahraničí Aritou podepsal v Tokiu dohodu, ve které londýnská vláda uznala japonské výboje v Číně a zavázala se, že nebude nadále podporovat čínský odpor. V některých historiografických textech je tato dohoda označována jako „dálněvýchodní Mnichov“, a to pro některé podobnosti s britským postojem vůči Československu.